# بی.۳۵ آویا
بی. ۳۵ آویا (به انگلیسی: Avia_B.35) یک هواگرد ملخ‌پیشین تک‌موتوره از نوع جنگنده ساخت شرکت آویا است. هواگرد بی. ۳۵ آویا نخستین پروازش را در ۲۸ سپتامبر ۱۹۳۸ میلادی انجام داد. در مجموع، تعداد ۳ فروند از این هواگرد ساخته شده‌است.
طراح این هواگرد، František Novotný بود.